# Kunga Lekpa
Kunga Lekpa, en  tibetano: ཀུན་དགའ་ལེགས་པ,  Wylie: Kun dga legs pa, 1433-1483, fue un rey del centro del Tíbet que gobernó de 1448 a 1481. Perteneció a la dinastía Phagmodrupa, que fue el principal régimen político del Tíbet central de 1354 a 1435, y mantuvo cierto estatus político hasta principios del siglo XVII. En su época se produjo una mayor fragmentación de la política tibetana.

## Primeros años
Kunga Lekpa era hijo de Sangye Gyaltsen, hermano del último gobernante efectivo de la dinastía, Gongma Drakpa Gyaltsen. Su madre era Dzompama, una señora de la importante familia Rinpungpa. Durante el reinado de su hermano Drakpa Jungne (1432-1445), el poder central de la Phagmodrupa se derrumbó, y el señor de Rinpungpa Norzang (m. 1466) adquirió una posición de liderazgo en la región de Ü-Tsang, una de las tres provincias tradicionales de Tíbet, en la zona centro-oeste. Cuando Drakpa Jungne murió en 1445, hubo un interregno de tres años. El joven Kunga Lekpa fue elevado a abad del monasterio de Tsetang en 1446, y fue finalmente entronizado como rey —gongma, el alto— en 1448 por un consejo de ministros. Residió en el palacio Nêdong en  Ü en el centro-este del Tíbet, con Konchok Rinchen como su ayudante principal.

## Conflictos entre los relatos tibetanos y chinos
Su padre, Sangye Gyaltsen, que seguía vivo, residía en el monasterio de Tsethang y murió en 1457. Pero en los anales de la  dinastía Mingshi o china, la sucesión se dio de manera diferente que en las crónicas tibetanas. Afirman que el padre Sangerjie Jianzan Ba Cangbu —Sangye Gyaltsen Pal Zangpo— sucedió a Drakpa Jungne, y gobernó en su propio nombre hasta 1469. Tras la muerte de este último, el emperador Chenghua «ordenó» a su hijo Gongge Liesiba Zhongnai Lingzhan Jianzan Baer Cangbu —Kunga Lekpa Jungne Rinchen Gyaltsen Pal Zangpo— que accediera al trono. La discrepancia historiográfica no es fácil de explicar y parece apuntar a la limitada visión china de los asuntos tibetanos. En cualquier caso, el título principesco —wang— conferido por el emperador Chenghua fue valorado lo suficiente por la élite tibetana como para merecer una mención en las crónicas locales.

## Problemas con el Rinpungpa
Kunga Lekpa hizo una gira por Ü-Tsang, donde su pariente de Rinpungpa Norzang lo recibió en el mismo estado. Sin embargo, el rey se sintió insatisfecho con el trato que se le había dado. Estaba casado con la señora Rinpungpa Chopel Zangmo, su prima, pero el matrimonio fue infeliz y causó graves repercusiones políticas. A esto se añadieron las disputas religiosamente contaminadas. El nieto de Norzang, Donyo Dorje (1463-1512), era partidario de la secta Karmapa e insistió en construir un monasterio en las afueras de Lhasa, dentro de la órbita de la autoridad de Phagmodru. Sin embargo, los monjes Gelugpa hostiles arrasaron el nuevo establecimiento y casi mataron al  lama del Karmapa Chödrak Gyatso. Finalmente, en 1480, Donyo Dorje invadió la región Ü y capturó algunos distritos que hasta entonces habían estado bajo el control de Phagmodrupa. También obligó al diputado Konchok Rinchen a abandonar el poder. Un nuevo ataque al año siguiente no tuvo éxito, pero Kunga Lekpa ya había perdido gran parte de su lealtad entre la élite tibetana. Los ministros del reino se reunieron el mismo año 1481 en Nêdong para discutir el conflicto entre la facción de la gongma y los Rinpungpa. Al final Kunga Lekpa fue depuesto y recibió una herencia como compensación The throne went to his nephew Ngagi Wangpo y el trono fue para su sobrino Ngagi Wangpo. Dos años después, el viejo gobernante murió. Tuvo un hijo llamado Rinchen Dorje (1458?-1476?) que se convirtió en abad de Tsethang en 1467, pero murió a una edad temprana. A veces aparece en la lista como gobernante después de Kunga Lekpa, lo que parece ser incorrecto.